# Кукаретин, Михаил Васильевич
Михаил Васильевич Кукаретин (26 октября [7 ноября] 1864, Оренбургская губерния — не ранее 1920) — земский деятель, пермский городской голова в феврале—марте 1917 года, действительный статский советник.

## Биография
Михаил Кукаретин родился 26 октября (7 ноября) 1864 года в семье хорунжего Оренбургского казачьего войска.
Окончил Московскую учительскую семинарию военного ведомства и 26 октября (7 ноября)  1885 года поступил на службу в канцелярию пермского губернатора.
С 31 октября (12 ноября)  1885 года по 20 марта (1 апреля)  1886 года — вр. и. д. непременного члена Кунгурского уездного по крестьянским делам присутствия.
С 20 мая (1 июня)  1886 года по 8 (20) июня 1887 года — секретарь члена Кунгурского уездного по крестьянским делам присутствия. 25 ноября (7 декабря)  1886 года утвержден в чине губернского секретаря.
3 (15) июня 1887 года назначен младшим помощником правителя Канцелярии Пермского губернатора. 10 (22) января 1890 года произведен за выслугу лет в коллежские секретари.
19 сентября (1 октября)  1890 года назначен непременным членом Чердынского уездного по крестьянским делам присутствия.
26 января (7 февраля)  1892 года назначен и. д. непременного члена Екатеринбургского уездного по крестьянским делам присутствия.
14 (26) марта 1892 года перемещен непременным членом в Шадринское уездное по крестьянским делам присутствие. 7 (19) сентября 1892 года избран председателем Шадринского уездного по крестьянским делам присутствия.
Распоряжением министра внутренних дел от 23 июля (4 августа)  1893 года назначен земским начальником 5 участка Камышловского уезда Пермской губернии с 1 (13) сентября 1893 года. В 1903 году — Председатель Катайского сельского попечительства Ведомства учреждений Императрицы Марии Камышловского уезда Пермской губернии.
С 15 (28) июля 1904 года земский начальник 6-го участка Камышловского уезда.
15 (28) апреля 1906 года назначен председателем Верхотурского уездного съезда земских начальников.
С 28 января (10 февраля)  1908 года назначен непременным членом Пермского губернского присутствия.
Кроме того, занимал должности: с 1909 года — председатель Пермского комитета Всероссийского городского союза; с 1909 года — пожизненный член Пермского губернского попечительства детских приютов; в 1912 году — редактор журнал «Пермский вестник землеустройства»; в 1913 году — редактор журнал «Вестник землеустройства Северного района»; с марта 1917 года — председатель местного управления Российского общества Красного Креста.
С 8 (21) ноября 1915 года — исполняющий обязанности пермского вице-губернатора.
С 17 (30) января 1916 года — исполняющий обязанности редактора газеты «Пермские губернские ведомости». Был редактором газеты «Пермские ведомости» до марта 1917 года.
5 (18) февраля 1917 года избран городским головой города Перми, но 16 (29) марта 1917 года отказался от должности.
26 февраля 1919 года, когда Пермь находилась под контролем Российского государства во главе с Верховным правителем адмиралом А. В. Колчаком, Кукаретин был назначен помощником — заместителем управляющего Пермской губернией. С апреля 1919 года — Особо уполномоченный Российского общества Красного Креста.
Дальнейшая судьба неизвестна.

## Редактор журналов
Кукаретин был редактором ряда журналов:
- «Пермский вестник землеустройства» (1912);
- «Вестник землеустройства Северного района» (1913);
- «Вестник землеустройства Северо-Восточного района» (1913);
- «Пермские губернские ведомости» (январь 1916 года — март 1917 года).

## Общественная деятельность
Михаил Васильевич Кукаретин также известен своей общественной деятельностью: с 1909 года он был пожизненным членом Пермского губернского попечительства детских приютов, с марта 1917 года — председателем Пермского комитета Всероссийского городского союза, затем — председателем местного управления (а с апреля 1919 года — особо уполномоченным) Российского общества Красного креста.

## Награды
Награждён орденами:
- Орден Святого Станислава I степени;
- Орден Святого Владимира III и IV степени;
- Орден Святой Анны II и III степени;
- Медали[1].

## Труды
- Закон 14-го июня 1910 г. об изменении и дополнении некоторых постановлений о крестьянском землевладении (ранее закон 9 ноября 1906 г.) Сборник всех разъяснений Правительствующего сената, Мин. вн. дел и др. вед., последовавших до 1 июля 1910 г., с прил. всех утв. форм укрепительных и о выделах, документов и схемы прозводсва дел по выделам надельной земли к одним местам / Сост. М.В. Кукаретин, непр. чл. Губ. пр-ния. — Пермь: типо-лит. Губ. правл., 1910. — 226 с.[3]
- Кукаретин М.В. Крестьянская земельная собственность в прошлом и теперь. — Пермь: типо-лит. Губ. правл., 1910. — 18 с.[4]
- Кукаретин М.В. Свободный труд — залог твоего домашнего благополучия и  блага общественного. — Пермь: типо-лит. Губ. правл., 1910. — 8 с.[5]
- Кукаретин М.В. Ко дню пятидесятилетия Великой реформы в Пермской губернии (19 февраля 1861 г. – 19 февраля 1911 г.): Краткий очерк деятельности крестьянских учреждений / Сост. М.В. Кукаретин. — Пермь: типо-лит. Губ. правл., 1911. — 13 с.[6]
- Кукаретин М.В. Крестьянство и земля в прошлом и теперь. — Пермь: типо-лит. Губ. правл., 1911. — 20 с.[7]
- Закон 14-го июня 1910 г. об изменении и дополнении некоторых постановлений о крестьянском землевладении (ранее закон 9 ноября 1906 г.) и 29-го мая 1911 года, о землеустройстве (с приложением изданного 19-го июня 1911 г. Наказа землеустроительным комиссиям по применению Положения о землеустройстве) / Сост. М.В. Кукаретин, непр. чл. Губ. пр-ния. — Пермь: типо-лит. Губ. правл., 1911. — 10 с.[8]
- Сборник законов по наделению [землей] горнозаводского населения частных и посессионных горных заводов и промыслов на Урале / Сост. М.В. Кукаретин. — Пермь: типо-лит. Губ. правл., 1914. — 214 с.[9]